# 크리스마스섬땃쥐
크리스마스섬땃쥐(Crocidura trichura) 또는 크리스마스섬사향땃쥐는 땃쥐과에 속하는 포유류의 일종이다. 크리스마스섬에 사는 희귀종 또는 멸종된 것으로 추정되는 땃쥐이다. 아시아회색땃쥐(Crocidura attenuata) 또는 동남아시아땃쥐(Crocidura fuliginosa)의 아종으로 다양하게 분류하여 왔으나 이들 종 사이의 형태학적 차이와 간격때문에 이제는 별도의 종으로 분류하고 있다.